# Analessi
L'analessi, o retrospezione (spesso indicata con il termine di lingua inglese flashback), è un procedimento narrativo che interrompe la struttura cronologica (di causa ed effetto) della fabula, aprendo uno squarcio nel passato e raccontando avvenimenti che precedono il punto raggiunto dalla storia, quindi determina l'intreccio (russo: Sûžet, o  Sjužet, ovvero "soggetto") che è opposto per concetto alla fabula. Si tratta di un modo narratologico che serve per dare più slancio alla prosa.
Il termine, derivato dalla lingua greca ἀνάληψις, análēpsis, 'ripresa', indica il racconto di un fatto accaduto in precedenza. All'opposto, la prolessi, da πρόληψις, pròlēpsis (talvolta, in inglese, flashforward) rivela gli eventi che accadranno in futuro.

## Caratteristiche
Più precisamente, in un testo, quando l'autore vuole spiegare qualcosa avvenuto in tempo passato rispetto a quello narrativo nel brano, sceglie di interrompere la narrazione nel tempo presente e di retrocedere nel passato, narrando così eventi passati come se stesse narrando eventi al presente. E in questo caso si parla di analessi. Ad esempio, nell'Iliade, il narratore, dopo aver evocato la contesa fra Achille e Agamennone, punto di partenza del suo racconto, ritorna indietro di una decina di giorni per esporne la causa in una quarantina circa di versi retrospettivi. O ancora, nell'Odissea, quando Ulisse narra le sue avventure.
Nell'analessi o flashback ci possono essere discorsi diretti.
Spesso, le analessi sono utilizzate per narrare fatti accaduti prima dell'inizio della sequenza di eventi che corrisponde alla storia primaria. La loro funzione principale è quella di colmare le lacune presenti nelle informazioni che si hanno su alcuni fatti cruciali: ad esempio, un flashback sulle origini di un personaggio mostra allo spettatore gli elementi-chiave che hanno contribuito al suo sviluppo durante gli anni della crescita. A volte, però, l'utilizzo del dispositivo viola apertamente il suo carattere esplicativo e viene utilizzato per confondere lo spettatore e creare un colpo di scena, come accade nel flashback menzognero di Paura in palcoscenico.
Solitamente, questa tecnica è utilizzata per creare suspense in una storia, o per sviluppare al meglio un personaggio, fornendo allo spettatore maggiori informazioni sul suo retroterra. A seconda del momento temporale che si sceglie di raccontare, vi sono due tipi di analessi: quella interna, che descrive un momento precedente all'interno del periodo narrato (ad esempio, se la storia racconta gli anni che vanno dal 1998 al 2005, e si è arrivati al 2004, il flashback potrebbe riguardare il 2001); e quella esterna, che invece narra un evento che comincia e termina prima dell'inizio della storia primaria (nel caso dell'esempio, potrebbe trattarsi del 1996).
Rispetto al regime letterario – in cui è facile segnalare la presenza dell'analessi – il cinema presenta qualche maggiore difficoltà, poiché esso deve segnalare il salto temporale tramite le immagini e non le parole. Fin dalle sue origini, però, il cinema ha lavorato assiduamente per creare un proprio codice linguistico, atto a rendere riconoscibile il flashback allo spettatore, che – non essendone disorientato – risulta essere perfettamente in grado di riordinare mentalmente la successione degli eventi.

## Esempi principali

### Letteratura
A livello letterario, un primo esempio di analessi si può ritrovare nella struttura di due classici della lingua sanscrita: il Rāmāyaṇa e il Mahābhārata. In entrambi i casi, infatti, la storia principale viene narrata con l'ausilio di una serie di racconti separati, ambientati in tempi differenti. Sempre per ciò che concerne la letteratura orientale, un altro utilizzo di questo dispositivo può essere ritrovato in alcuni dei racconti raccolti in Le mille e una notte. Nel giallo “Le Tre Mele”, ad esempio, la storia comincia con la scoperta del cadavere di una giovane donna; in seguito, l'assassino si rivela e racconta le ragioni del suo omicidio attraverso il flashback di una catena di eventi che portano poi alla scoperta del corpo senza vita, ritrovato all'inizio della storia. Questo procedimento viene utilizzato anche in altri racconti, come Sinbad il marinaio e “La Città d'Ottone".
Per quanto riguarda la tradizione britannica e statunitense, invece, le analessi furono frequentemente utilizzate dallo scrittore Ford Madox Ford e dal poeta, autore, storico e studioso di mitologia Robert Graves come fonte di ispirazione. Lo scrittore statunitense Thornton Wilder, inoltre, può essere considerato il progenitore del moderno disastro epico presente nella letteratura e nel cinema, grazie al suo libro del 1927, Il ponte di San Luis Rey, che rappresenta un primo esempio di storia in cui un singolo disastro colpisce più vittime, le cui vite vengono poi esplorate tramite una serie di flashback che raccontano gli eventi che hanno portato al disastro in questione.
Nell'epica classica troviamo un flashback nell'Odissea (libri IX-XII) quando Ulisse racconta le sue passate peripezie alla corte di Alcinoo re dei Feaci e uno nell'Eneide di Publio Virgilio Marone (libri II - III) dove Enea a Cartagine racconta le sue passate vicende alla regina Didone. Alessandro Manzoni nel romanzo I promessi sposi narra in flashback la storia di Ludovico (padre Cristoforo) nel capitolo IV, quella di Gertrude (la monaca di Monza) nei capitoli IX-X, quella dell'Innominato nel capitolo XIX e quella del cardinale Federico Borromeo nel XXII.
La struttura dell'analessi può anche conferire al presente un alone di ambiguità: ad esempio, se i flashback sono largamente estesi e seguono un ordine cronologico, lo spettatore potrebbe essere portato a percepirli come “presente”, mentre gli stralci di fatti “odierni” che li inframmezzano potrebbero essere considerati come una serie di flashforward; viceversa, se essi sono presentati come una serie di frammenti in ordine non cronologico, potrebbe risultare difficile individuare un tempo presente a cui fare riferimento. Un esempio di questa seconda casistica è Mattatoio n. 5 di Kurt Vonnegut, il cui protagonista viaggia nel tempo e nello spazio in maniera del tutto casuale: in questo modo, la narrazione presenta una sequela di momenti disposti in ordine non cronologico che rendono arduo il riconoscimento di un vero e proprio presente.
Un racconto quasi interamente basato sull'analessi è La cognizione del dolore di Carlo Emilio Gadda. In quest'opera infatti continuamente la narrazione si interrompe per recuperare episodi del passato. Anche il romanzo Il fu Mattia Pascal di Luigi Pirandello è fondato su un enorme flashback.
Particolare, infine, è il modo di raccontare il passato scelto da J. K. Rowling: la serie Harry Potter, infatti, introduce un oggetto magico, chiamato Pensatoio, che trasforma il flashback da semplice dispositivo narrativo a un evento che può essere direttamente sperimentato dai personaggi, ora in grado di fornire un commento attivo all'azione.

### L'uso cinematografico e televisivo
Il corrispettivo dell'analessi letteraria è costituito al cinema dal flashback. Esso rappresenta un salto all'indietro, la visualizzazione di eventi già accaduti in precedenza. Il flashback può essere soggettivo o impersonale: nel primo caso, la rievocazione del passato si affida al ricordo o al racconto di uno dei personaggi, mentre nel secondo è l'istanza narrante che, intervenendo e manipolando la configurazione dell'intreccio, sceglie di tornare indietro per presentare alcuni fatti, interrompendo il flusso 'naturale' della storia.
Nella pratica cinematografica questi salti temporali vengono resi riconoscibili attraverso una serie di espedienti linguistici ricorrenti: per esempio, quando il flashback è associato a uno dei personaggi spesso la macchina da presa si avvicina al volto e una dissolvenza introduce la visualizzazione del ricordo; altro espediente è quello di sfumare i margini dell'inquadratura o di caratterizzare la fotografia delle scene del ricordo con colori diversi (generalmente in bianco e nero) dai colori naturali del resto della pellicola. Tramite queste soluzioni lo spettatore è in grado di riconoscere l'anacronia e di ricomporre mentalmente la successione logico-temporale dei fatti. L'uso di tali marche discorsive è tipico soprattutto del cinema classico, mentre molta cinematografia moderna e contemporanea tende a impiegare il flashback nell'ottica di una maggiore libertà e frammentazione del tempo narrativo, rendendo più difficile per lo spettatore seguire gli 'slittamenti' tra tempo della storia e tempo del discorso. Un esempio celebre è dato da Hiroshima Mon Amour (1959) di Alain Resnais, in cui tramite il montaggio i ricordi della protagonista punteggiano il film accavallandosi con il presente in modo inatteso, associando il dolore storico e collettivo ai ricordi privati del personaggio.
L'utilizzo del flashback sul grande schermo può essere fatto risalire a David Wark Griffith, considerato come il padre fondatore del cinema narrativo stesso. Uno dei primi esempi di questa tecnica, infatti, si ritrova in Intolerance, suo film del 1916.
Agli esordi, però, questo dispositivo è usato in maniera sporadica, almeno sino al 1939, anno in cui William Wyler realizza Cime tempestose, adattamento dell'omonimo romanzo di Emily Brontë. Come nella versione cartacea, la storia principale – quella di Heathcliff e del suo amore per Catherine – viene narrata dalla governante Ellen, che soddisfa la curiosità del visitatore notturno Mr. Lockwood, cominciata per via di alcune visioni ectoplasmatiche. Dello stesso anno è Alba tragica di Marcel Carné, interamente raccontato tramite flashback: la storia, infatti, comincia con l'assassino di un uomo in un hotel; mentre il responsabile di tale gesto (interpretato da Jean Gabin) è circondato dalla polizia, svariate analessi raccontano le motivazioni del suo gesto e la storia che vi sta dietro.
Nel cinema statunitense classico, la stragrande maggioranza dei film di ambientazione processuale utilizza i flashback come espediente narrativo: in questi casi gli eventi passati vengono visualizzati attraverso il racconto di un testimone, o la confessione di un criminale sottoposto a interrogatorio.
Alle volte, un flashback può essere inserito all'interno di una pellicola, anche se esso non era presente nell'originale da cui essa è stata tratta. Ad esempio, la versione cinematografica del 1956 di Carousel – un musical di Rodgers e Hammerstein – presenta un'analessi atta ad attutire, in qualche modo, l'impatto drammatico del dipanarsi della storia, poiché Carousel era considerato insolitamente forte per essere un musical. Anche nella versione cinematografica di Camelot (1967) è stato aggiunto un flashback. In questo caso, il motivo non è da ricercarsi nella volontà di attutire il colpo di uno sviluppo narrativo successivo, ma – a detta dello sceneggiatore Alan Jay Lerner – nel fatto che l'opera teatrale aveva subito una serie di critiche per via del suo brusco cambio di registro, che spaziava dalla commediola alla tragedia in un battito di ciglia.
Occasionalmente, una storia può contenere un flashback con all'interno un'ulteriore analessi, come accade, ad esempio, nel western diretto da John Ford nel 1962: L'uomo che uccise Liberty Valance. In questo caso, infatti, la storia primaria è raccontata grazie a una serie di analessi, con la scena dell'assassinio di Liberty Valance che rappresenta un flashback all'interno dello stesso. Similare è anche la struttura di un film giapponese del 1968, Hitori Okami. Una storia estremamente contorta, inoltre, potrebbe anche presentare analessi che contengono flashback che contengono analessi, come avviene in pellicole come 6 gradi di separazione (1993), Il giuramento dei forzati (1944) e Il segreto del medaglione (1946). Questa tecnica è anche un tratto distintivo del regista indiano Upendra, il cui futuristico Super (2010) è ambientato nel 2030 e contiene multipli flashback che vanno dal 2010 al 2015 e dipingono un'India utopistica.
Un altro regista indiano che sperimenta con i flashback è Satyajit Ray, che in Pratidwandi (1971) utilizza per primo la pellicola in negativo per la rappresentazione di scene dal passato.
Un buon esempio sia di analessi sia di prolessi è rappresentato dalla prima scena di La Jetée (1962): quello che si vede – come lo spettatore imparerà qualche minuto dopo – è, infatti, un flashback del passato (dato che il presente della diegesi del film è ambientato subito dopo la terza guerra mondiale) che – alla fine della pellicola – si rivelerà essere anche una prolessi, dato che l'uomo morente visto dal ragazzo è, in realtà, il giovane stesso. In altre parole, egli sta profeticamente assistendo alla sua morte; in questo modo, abbiamo un'analessi e una prolessi nella medesima scena.
Come nella letteratura, i flashback possono anche essere disposti in ordine non cronologico, come scelse di fare Orson Welles nel suo film del 1941 Quarto potere. In esso, il protagonista, Charles Foster Kane (interpretato dallo stesso Welles), muore all'inizio del film, subito dopo aver pronunciato il nome “Rosebud”; il resto della pellicola è così composto da una serie di ricordi, incorniciati dal reporter che intervista i famigliari e i partner di lavoro di Kane, in un futile tentativo di comprendere il significato della sua ultima parola. Con il procedere delle interviste, pezzi della vita di Kane vengono rivelati tramite una serie di flashback non sempre disposti in ordine cronologico.
Anche se sono generalmente usate per fare chiarezza su un importante evento del passato, le analessi possono anche avere un narratore inattendibile, come avviene nella scena iniziale di Paura in palcoscenico di Alfred Hitchcock (1950), che mostra un flashback che non racconta la verità, ma la ricostruzione falsata di un omicidio. In maniera non troppo dissimile, la molteplice e contraddittoria ricostruzione di un crimine ne La Sottile Linea Blu di Errol Morris è rappresentata attraverso dei flashback basati su una serie di testimonianze divergenti. Anche Rashōmon di Akira Kurosawa (1950) utilizza questa tecnica e rappresenta il più celebre utilizzo di diverse testimonianze non coincidenti della storia del cinema di finzione.
Verso la fine della sua vita, il regista Howard Hawks si dichiarò orgoglioso del fatto che nessuno dei suoi film abbia utilizzato flashback.

## Prolessi
Il contrario dell'analessi, cioè la narrazione di eventi collocati nel futuro (o anticipazioni), è detto prolessi. Numerosi esempi di prolessi si trovano ne I promessi sposi di Alessandro Manzoni. Nel linguaggio cinematografico si usa il termine flashforward, del quale si trova un esempio nel film Shine, o nel telefilm Le regole del delitto perfetto.